# Chaudon
Chaudon – miejscowość i gmina we Francji, w Regionie Centralnym, w departamencie Eure-et-Loir.
Według danych na rok 1990 gminę zamieszkiwały 1364 osoby, a gęstość zaludnienia wynosiła 120 osób/km² (wśród 1842 gmin Regionu Centralnego Chaudon plasuje się na 292. miejscu pod względem liczby ludności, natomiast pod względem powierzchni na miejscu 1075.).